# Вајоминг (Мичиген)
Вајоминг (енгл. Wyoming) град је у америчкој савезној држави Мичиген. По попису становништва из 2010. у њему је живело 72.125 становника.

## Демографија
Према попису становништва из 2010. у граду је живело 72.125 становника, што је 2.757 (4,0%) становника више него 2000. године.
| Група             | 2000.          | 2010.          |
| Белци             | 55.801 (80,4%) | 49.208 (68,2%) |
| Афроамериканци    | 3.362 (4,8%)   | 5.215 (7,2%)   |
| Азијати           | 2.025 (2,9%)   | 2.022 (2,8%)   |
| Хиспаноамериканци | 6.704 (9,7%)   | 14.010 (19,4%) |
| Укупно            | 69.368         | 72.125         |